# Vejbystrand
Vejbystrand is een plaats in de gemeent Ängelholm en voor een kleiner deel in de gemeente Båstad in Skåne de zuidelijkste provincie van Zweden. De plaats heeft 2764 inwoners (2005) en een oppervlakte van 267 hectare.

## Geboren
- Pär Hansson (1986), voetballer